# Die Zwillinge (Comedy)

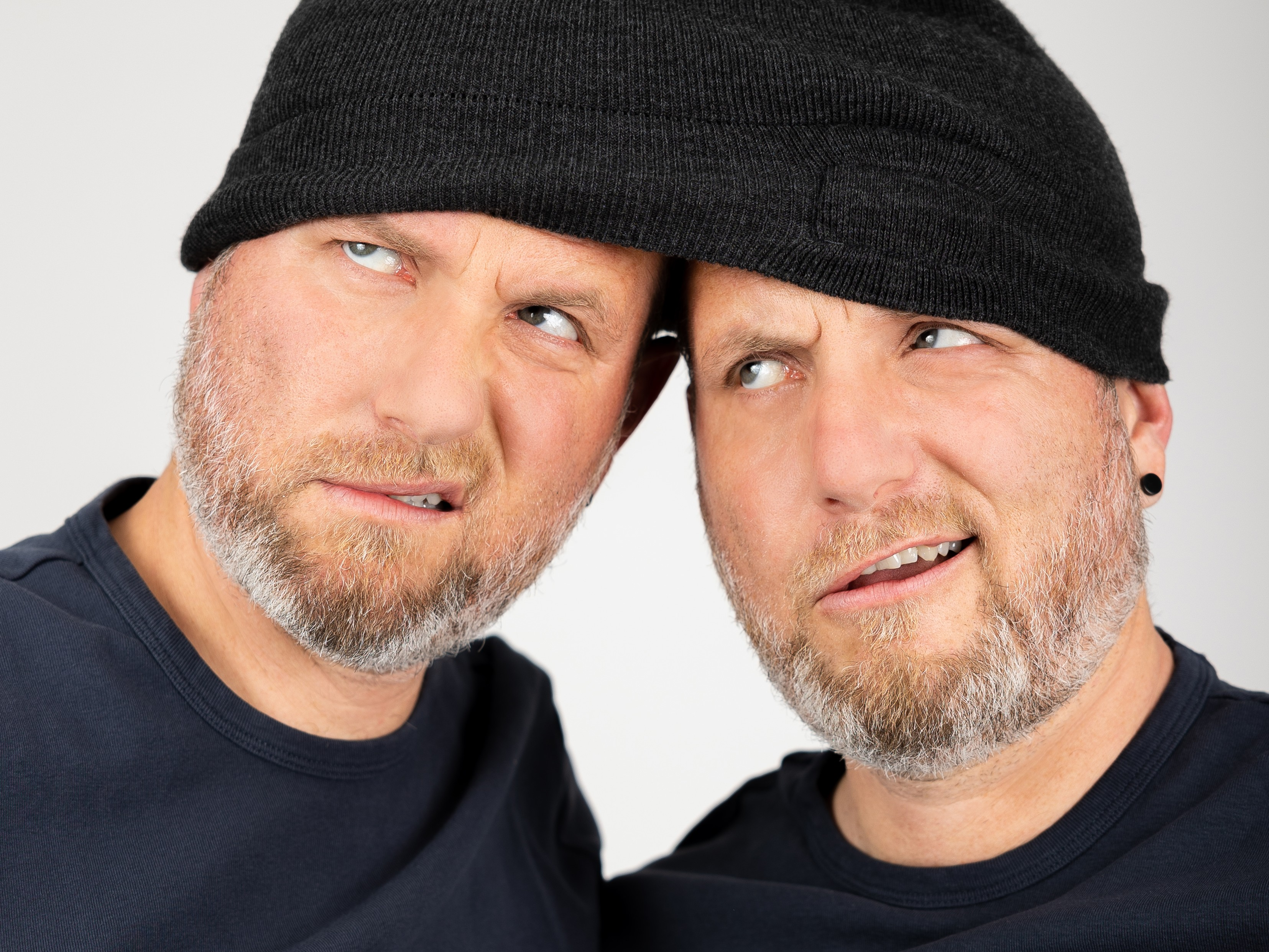
Comedy-Duo "Die Zwillinge" (2025)

Die Zwillinge sind ein Schweizer Comedy-Duo, bestehend aus eineiigen Zwillingsbrüdern. Auf der Bühne repräsentieren sie verschiedene Genres wie zum Beispiel Stand-up-Comedy oder situative Posse. Im Mittelpunkt ihrer Darbietungen steht oft das Thema Zwillinge. Die beiden Brüder stehen auch als Schauspieler vor der Kamera.

## Besetzung
- Matthias Portmann (* 13. Februar 1976), wohnhaft im Zürcher Oberland
- Roland Portmann (* 13. Februar 1976), wohnhaft im Zürcher Oberland

## Leben
Die beiden Brüder sind ursprünglich ausgebildete dipl. Rettungssanitäter HF. Später stiess Matthias Portmann zur Polizei, wo er noch heute bei der Kantonspolizei Zürich als Kriminalpolizist tätig ist. Roland Portmann arbeitete nach der Tätigkeit im Rettungsdienst einige Jahre beim privaten Radiosender Radio 24, bevor er zur Kommunikationsabteilung der grössten Schweizer Rettungsorganisation Schutz & Rettung Zürich stiess. Zuletzt war Roland Portmann Kommunikationsleiter und Medienchef von Schutz & Rettung Zürich. Im Mai 2019 verliess er die Blaulichtorganisation, um sich vermehrt dem Comedy-Duo zu widmen. Neben der Comedy ist Roland Portmann als selbständiger Kommunikationsberater tätig.

## Werdegang
Die Zwillinge stehen seit 2015 zusammen auf der Bühne. Mit Auftritten an öffentlichen Veranstaltungen, Privat- und Firmenanlässen sammelten die beiden Familienväter Bühnenerfahrung.
Einen ersten schweizweiten Erfolg konnten die beiden im Januar 2019 verbuchen. Sie setzten sich gegen elf andere Comedians durch und gewannen das Finale des Comedy Club Awards im Schweizer Tourneetheater Das Zelt.
Bis Ende 2019 waren Die Zwillinge zusammen mit Claudio Zuccolini, Dominic Deville und Stéphanie Berger im Comedy Club von Das Zelt schweizweit unterwegs.
Im September 2020 feierten Die Zwillinge mit ihrem ersten abendfüllenden Bühnenprogramm «Copy Paste - Zwillinge und andere Naturkatastrophen» Premiere. Die Dernière fand Mitte Juni 2025 statt.
Im Mai 2025 übernahm "Plan b Entertainment" das Management des Comedy-Duos und kündigte ein neues Bühnenprogramm für 2026 an.

## Sonstiges
Matthias & Roland Portmann sind auch als Verwaltungsräte in der Hürlimann Bier AG engagiert, deren Verwaltungsratspräsident Beat Schlatter ist.

## Programme
- 2020–2025: COPY PASTE - Zwillinge und andere Naturkatastrophen

## Filmografie
- 2017: Flitzer

## Auszeichnungen
- 2019: Comedy Club Award[9]